# Стефан Рачев
Стефан Рачев Рачев е български офицер, полковник от генералния щаб, началник-щаб на 1-ва бригада от 9-а пехотна плевенска дивизия през Балканската (1912 – 1913) и Междусъюзническата война (1913), командир на 27-и пехотен чепински полк (1915 – 1917) командир на 3-та бригада от 9-а пехотна плевенска дивизия през Първата световна война (1915 – 1918).

## Биография
Стефан Рачев е роден на 15 февруари 1870 г. в Търново, Османска империя. На 28 август 1889 г. постъпва на военна служба. На 2 август 1892 г. завършва в 14-и випуск на Военното на Негово Княжеско Височество училище, произведен е в чин подпоручик и зачислен в пехотата. На 2 август 1895 г. е произведен в чин поручик, през 1900 г. служи във 2-ри пехотен искърски полк, а през 1901 г. е произведен с чин капитан. Служи като ротен командир в 26-и пехотен пернишки полк. През 1905 г. като капитан от 26-и пехотен пернишки полк е командирован за обучение в Николаевската академия на ГЩ в Санкт Петербург, Русия, което обучение завършва през 1908 г.. Служи като старши адютант в 9-а пехотна плевенска дивизия. През 1910 г. е произведен в чин майор.
По време на Балканската (1912 – 1913) и Междусъюзническата война (1913) майор Стефан Рачев е началник-щаб на 1-ва бригада от 9-а пехотна плевенска дивизия. След войните, на 18 декември 1913 г. е произведен в чин подполковник.
През Първата световна война (1915 – 1918) подполковник Рачев служи първоначално като командир на 27-и пехотен чепински полк (1915 – 1917), като на 16 март 1916 г. е произведен в чин полковник, а през 1917 г. съгласно заповед № 679 по Действащата армия е награден с Военен орден „За храброст“ IV степен, 1 клас.. След това полковник Рачев командването на 3-та бригада от 9-а пехотна плевенска дивизия, за която служба през 1921 г. съгласно заповед № 464 по Министерството на войната е награден с Военен орден „За храброст“ III степен, 2 клас.. По-късно е и началник-щаб на Планинската дивизия с която през 1918 г. се сражава на Дойранската позиция, за която служба през 1921 г. съгласно заповед № 355 по Министерството на войната е награден с Народен орден „За военна заслуга“ III степен с военно отличие. Уволнен е от служба през 1919 година.
По време на военната си кариера полковник Рачев служи и в 6-и пехотен търновски полк, като адютант в 9-а пехотна плевенска дивизия, като началник на 32-ро полково военно окръжие, командир на 1-ва бригада от 4-та пехотна преславска дивизия и като началник-щаб в 3-та военна инспекция.

## Военни звания
- Подпоручик (2 август 1892)
- Поручик (2 август 1895)
- Капитан (1901)
- Майор (1910)
- Подполковник (18 декември 1913)
- Полковник (6 март 1917)

## Образование
- Военно на Негово Княжеско Височество училище (до 1892)
- Николаевска академия на генералния щаб в Санкт Петербург, Русия (1905 – 1908)

## Награди
- Военен орден „За храброст“ IV степен, 2 клас
- Военен орден „За храброст“ IV степен, 1 клас (1917)
- Военен орден „За храброст“ III степен, 2 клас (1921)
- Народен орден „За военна заслуга“ III степен с военно отличие (1921)
- Орден „За заслуга“ на обикновена лента